# Schlacht von Placentia
Mediolanum – Augusta Vindelicorum – Lacus Benacus – Placentia – Fano – Pavia – Langres – Vindonissa – Autun – Reims – Brumath – Senonae – Argentoratum – Solicinium – Argentovaria
Die Schlacht von Placentia wurde im Januar des Jahres 271 in der Nähe des heutigen Piacenza (Italien) zwischen alamannischen Juthungen sowie römischen Soldaten unter Kaiser Aurelian ausgetragen. Hintergrund waren Grenzstreitigkeiten im heutigen Italien.
Aurelian rückte mit seinem Heer gegen die alamannischen Juthungen vor, die zuvor in Italien eingefallen waren. Bei den Kämpfen geriet Aurelian in einen Hinterhalt und sorgte durch uneinsichtiges Verhalten bezüglich eigener Kampfesstärke für seine eigene Niederlage. Sein Heer wurde von den Alamannen vernichtend geschlagen. Die Nachricht der Niederlage sorgte für große Verunsicherung in Rom, löste dort wahrscheinlich die Revolte des kaiserlichen Finanzministers Felicissimus aus und gab letztlich den Anstoß zum Bau der Aurelianischen Mauer.